# Infern sota zero
Infern sota zero (títol original: Hell Below Zero) és una pel·lícula d'aventures britànico-estatunidenca de 1954 dirigida per Mark Robson i protagonitzada per Alan Ladd, Joan Tetzel, Basil Sydney i Stanley Baker. Va ser escrita per Alec Coppel i Max Trell basada en la novel·la de 1949 The White South de Hammond Innes, i presenta interessants imatges de flotes baleneres en acció. Va ser la segona de les pel·lícules de Ladd per a Warwick Films. Està doblada al català.

## Argument
El capità Nordahl, soci d'una companyia balenera noruega, Bland-Nordahl, es troba en el vaixell fàbrica Southern Harvester a les aigües de l'Antàrtida, quan es perd per la borda.
Duncan Craig, un estatunidenc, coneix la Judie Nordahl, la filla del capità Nordahl de camí cap a Sud-àfrica. Amb pocs diners i amb ganes de tornar a veure la Judie, Craig s'inscriu per ser un company del vaixell que porta la Judie a l'Antàrtida. En arribar a les aigües de l'Antàrtida, Craig troba proves sospitoses que semblen implicar el patró Erik Bland, el nou capità del vaixell fàbrica, en una conspiració.

## Repartiment
- Alan Ladd com Duncan Craig
- Joan Tetzel com Judie Nordhal
- Basil Sydney com Bland
- Stanley Baker com Erik Bland
- Joseph Tomelty com Capt. McPhee
- Niall MacGinnis com Dr. Howe
- Jill Bennett com Gerda Petersen
- Peter Dyneley com Miller

## Producció
La pel·lícula formava part d'un acord de dues pel·lícules que Ladd va fer amb Warwick Films, després de Paracaigudistes. A Ladd se li va pagar 200.000 dòlars contra el 10% dels beneficis. Durant la producció es coneixia com White South i White Mantle. El director Mark Robson volia que Eugene Pallette interpretés un paper, però Pallette no estava satisfet amb la mida de la part del guió.
El rodatge va tenir lloc als Estudis Pinewood prop de Londres. La pel·lícula incloïa imatges d'ubicacions rodades en aigües antàrtiques. Albert Broccoli va acompanyar una segona unitat durant més de tres mesos. Els decorats de la pel·lícula van ser dissenyats pel director d'art Alex Vetchinsky.
El pressupost era de 247.512 £ més els honoraris de Ladd, Broccoli i Allen, el guionista Maibaum i el director.